# شبه جزیره اوتاگو

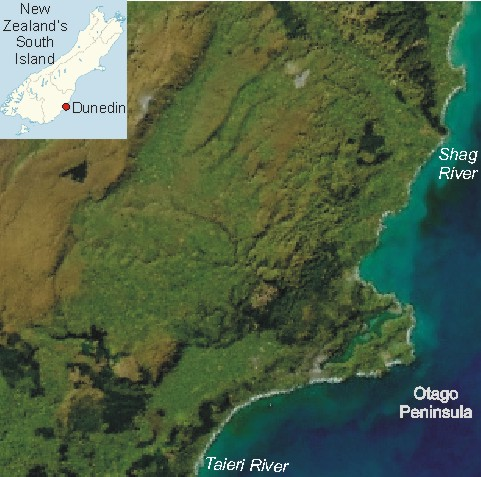
موقعیت شبه جزیره اوتاگو (Muaūpoko) در جزیره جنوبی نیوزلند.

شبه جزیره اوتاگو (مائوری: Muaūpoko) یک دماغه به طول حدوداً ۲۰ کیلومتر و عمق حداکثر ۹ کیلومتر است که در جزیره جنوبی نیوزیلند قرار دارد. 
این دماغه در انتهای جنوب غربی با یک تنگه باریک به طول حدوداً ۱٫۵ کیلومتر به سرزمین اصلی می‌پیوندد. حومه شهر دنیدن، که دومین شهر بزرگ جزیره جنوبی نیوزیلند بعد از کرایست چرچ است، به انتهای غربی شبه جزیره کشیده‌است و هفت شهرک و اجتماع در امتداد ساحل آن قرار دارند.  

بیشتر زمین شبه جزیره کم جمعیت و بصورت مراتع وسیع است. این شبه جزیره زیستگاه بسیاری از گونه‌های حیات وحش، به ویژه پرندگان دریایی، باله پاها (فک‌ها) و پنگوئن است و چندین کسب و کار مرتبط با اکوتوریسم در این منطقه فعالیت می‌کنند. 

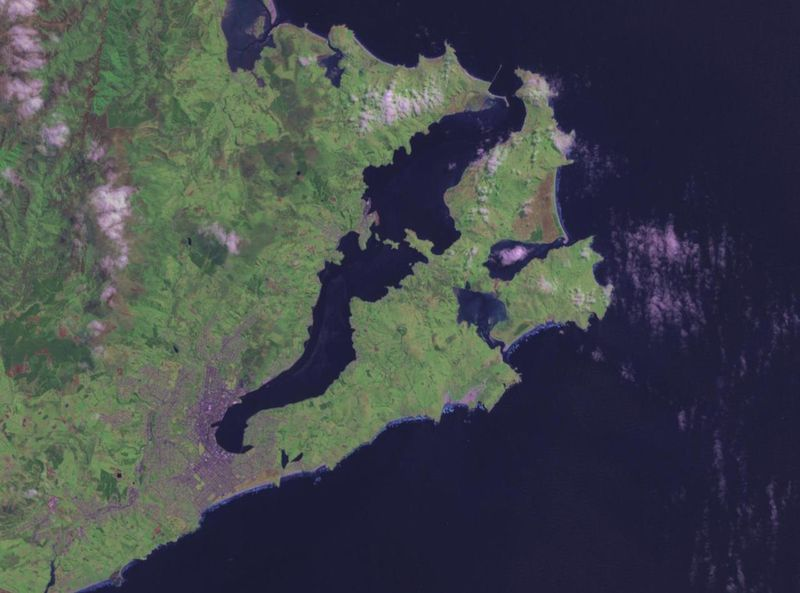
عکس ماهواره ای ناسا از شبه جزیره اوتاگو و بندر اوتاگو. شهر دوندین در تنگه، پایین سمت چپ، واقع شده‌است.